# Verger fuscovittatus
Verger fuscovittatus is een schietmot uit de familie Limnephilidae. De soort komt voor in het Neotropisch gebied.